# Jaeken-Syndrom
Das Jaeken-Syndrom bezeichnet die angeborene Störung der Glykosylierung Typ IA (PMM2-CDG, früher CDG-IA). Diese ist die häufigste Form des CDG-Syndroms.
Synonyme sind: CDG-Syndrom Typ Ia; Kohlenhydrat-defizientes Glykoprotein-Syndrom Ia; Kongenitaler Defekt der Glycoproteinbiosynthese Typ Ia; Phosphomannomutase 2-Mangel
Die Bezeichnung bezieht sich auf die Erstbeschreibung im Jahre 1980 durch den belgischen Kinderarzt J. Jaeken.

## Verbreitung
Die Häufigkeit ist nicht bekannt, die Vererbung erfolgt autosomal-rezessiv.

## Ursache
Der Erkrankung liegen Mutationen im PMM2-Gen im Chromosom 16 am Genort p13.2 zugrunde.

## Einteilung
Je nach dem Alter können drei Formen unterschieden werden:
- infantiler multisystemischer Typ
- spätinfantiler und kindlicher Typ mit Ataxie (3 bis 10 Jahre)
- erwachsener stabiler Invaliditätstyp.

## Klinische Erscheinungen
Die Erkrankung kann in sehr unterschiedlicher Weise in Erscheinung treten.
Bei Säuglingen können Gedeihstörungen mit Erbrechen und Durchfällen erste Zeichen sein.
Später können eine Enzephalopathie mit vermindertem Muskeltonus, psychomotorische Retardierung, abnorme Augenbewegungen sowie Zeichen der peripheren Neuropathie auftreten.
Weitere Veränderungen sind Kleinhirndysfunktion, abnormale Verteilung des Fettgewebes und Schielen, Leberfunktionsstörungen oder Gerinnungsstörungen.